# De Loo (Mierlo)
De Loo is een buurtschap en woonwijk in het zuiden van Mierlo in de gemeente Geldrop-Mierlo, in de Nederlandse provincie Noord-Brabant. De buurtschap ligt aan de Kasteelweg. De naam komt van het achtervoegsel -loo, dat een open plek is een bos betekent. Dit achtervoegsel komt ook voor in de naam van het dorp Mierlo.

## Nieuwbouwwijk
De nieuwbouwwijk is eind jaren negentig gebouwd tussen de Santheuvel West, Wolfsberg, Kasteelweg en Heer de Heuschweg. De wijk bestaat uit een ontsluitingsweg (De Loo), die twee aansluiting op de Ringweg Santheuvel heeft. Aan deze weg liggen verschillende straten waarvan de naam eindigt op -huis of -huizinge. 
Dorpen: Geldrop · Hoog Geldrop · Mierlo 

Buurtschappen: Bekelaar · 't Broek · De Loo · Genoenhuis · Goor . Gijzenrooi · Heiderschoor · Hout · Hulst · Loeswijk · Luchen · Overakker · Trimpert · Voortje

Wijken van Geldrop: Akert · Braakhuizen-Noord · Braakhuizen-Zuid · Centrum · Coevering · Gijzenrooi · Skandia 

Noord-Brabant: Steden en dorpen      Nederland: Provincies · Gemeenten